# Derryquin Castle

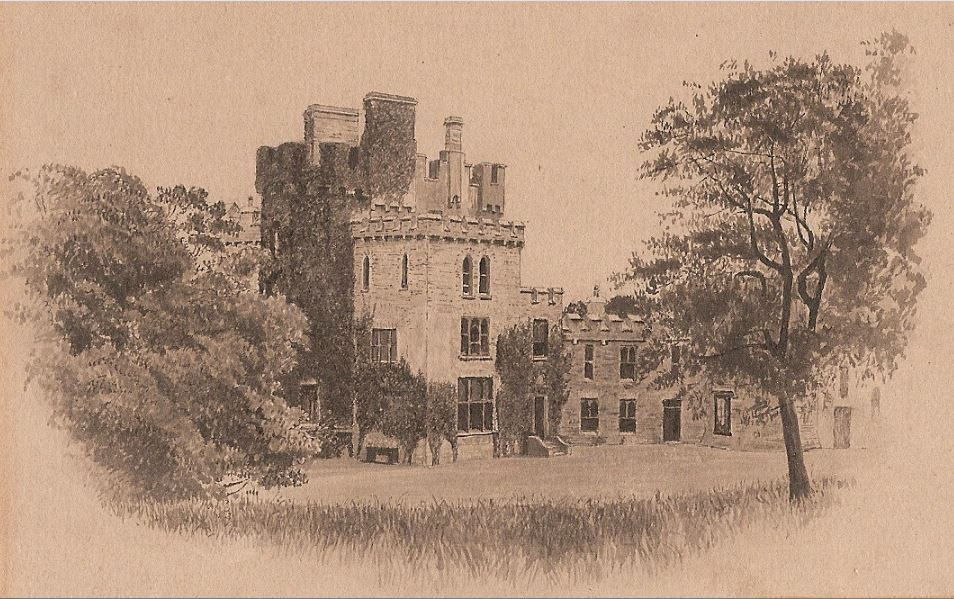
Die Mutter des Urhebers dieser Skizze, Letitia Bland, wurde in Derryquin Castle geboren. Sie heiratete Henry Stokes, Landvermesser von Kerry, und die Familie Stokes lebte in Askive in der Nähe von Derryquin Castle. William Stokes, ein Bauingenieur wie sein Vater, wanderte 1872 nach Chicago aus, starb aber bald darauf. Diese Skizze blieb in der Familie; sie gehört heute der Urgroßnichte, Charlotte Verity, die mit Christopher LeBrun, Präsident, der Royal Academy, verheiratet ist.

Derryquin Castle (irisch Caisleán Dhoire Coinche) war ein steinernes Landhaus auf dem Parknasilla-Anwesen im Dorf Sneem am Ring of Kerry auf der Iveragh-Halbinsel, etwa 40 km südwestlich von Killarney im irischen County Kerry. Das Haus aus dem 18. Jahrhundert wurde abgerissen.

## Beschreibung
Das Haus, das vom örtlichen Architekten James Franklin Fuller entworfen worden war, hatte einen Hauptblock mit drei Stockwerken, einen vierstöckigen Turm, der sich durch dessen Mitte erhob, und einen zweistöckigen, teilweise geschwungenen Flügel. Das Gebäude war mit Zinnen und Maschikulis versehen.

## Geschichte
Das Parknasilla-Anwesen kaufte Reverend James Bland, ein Engländer, der 1692 als Kaplan von Henry Sydney, 1. Earl of Romney, dem gerade ernannten Lord Lieutenant of Ireland, nach Irland übersiedelt war. Bland, der Sohn von John Bland aus Sedbergh in Nordengland, kam 1684 ins St. John's College in Cambridge (BA 1687, MA 1703), wurde am 1. Juni 1693 Erzdiakon von Limerick, kündigte die Stellung 1705 und wurde am 12. Juli desselben Jahres Erzdiakon von Aghadoe. 1711 wurde er Schatzmeister von Ardfert und 1728 Dekan von Ardfert. Bland verkaufte 1717 seine Besitzungen in Yorkshire. Er war mit der ältesten Tochter von Sir Francis Brewster, Alderman von Dublin, verheiratet.
Nach seinem Tod und seiner Beerdigung in Killarney fiel das Anwesen an seinen Sohn, den Richter Nathaniel Bland (1695–1760), der es wiederum seinem Sohn, dem Reverend James Bland (1727–1786) hinterließ. Dieser vererbte es auch seinem Sohn, Francis Christopher Bland (1770–1838), dem High Sheriff of Kerry im Jahre 1806. Von diesem fiel das Anwesen an dessen Sohn, James Franklin Bland (1799–1863), der 1835 High Sheriff von Kerry war. Ihm folgte Francis Christopher Bland (1826–1894) nach, der 1859 High Sheriff of Kerry war und das Anwesen James Franklin Bland (1850–1927) vererbte. Sir (Francis) Christopher Bland nutzte Derryquin Castle als einen der Orte, an dem seine Novelle Ashes in the Wind spielt.
1891 verkaufte James Franklin Bland Derryquin Castle an die Familie Warden, die bis 1922 dort lebte. Dann wurde das Landhaus von der IRA niedergebrannt, eines der über 40 historischen Häuser in Irland, die das gleiche Schicksal erlitten. Damals gehörte es Colonel Charles Wallace Warden. 1969 wurde das Gebäude abgerissen. Die Stelle, an der das Landhaus einst stand, liegt heute auf dem Grundstück des Parknasilla Resort and Spa Hotel, das die Familie Bland ebenfalls in den 1890er-Jahren errichten ließ.